# Saint-Pierre-le-Moûtier
Saint-Pierre-le-Moûtier är en kommun i departementet Nièvre i regionen Bourgogne-Franche-Comté i de centrala delarna av Frankrike. Kommunen ligger i kantonen Saint-Pierre-le-Moûtier som tillhör arrondissementet Nevers. År 2022 hade Saint-Pierre-le-Moûtier 1 828 invånare.

## Befolkningsutveckling
Antalet invånare i kommunen Saint-Pierre-le-Moûtier
| Referens: INSEE |